# Íñigo Eguaras
Íñigo Eguaras Álvarez (ur. 7 marca 1992 w Ansoáin) – hiszpański piłkarz występujący na pozycji pomocnika w klubie UD Almería.